# Obersdorf (Sangerhausen)
Obersdorf is een plaats in de Duitse deelstaat Saksen-Anhalt, en maakt sinds 1 oktober 2005 deel uit van de stad Sangerhausen in de Landkreis Mansfeld-Südharz.
Obersdorf telt 533 inwoners.